# Heteroconis fumipennis
Heteroconis fumipennis är en insektsart som beskrevs av Bo Tjeder 1973. Heteroconis fumipennis ingår i släktet Heteroconis och familjen vaxsländor. Inga underarter finns listade i Catalogue of Life.